# Пшикуйхабль
Пшикуйхабль (рос. Пшикуйхабль; адиг. Пщыкъуйхьабл) — аул Теучезького району Адигеї Росії. Входить до складу Понежукайського сільського поселення.
Населення — 279 осіб (2015 рік).